# Owls de Kennesaw State
Les Owls de Kennesaw State, qui compte 17 équipes sportives universitaire, représentent l'université d'État de Kennesaw (KSU). Après avoir passé dix ans dans la Peach Belt Conference (en) de la division II, l’université est passée à la division I de la National Collegiate Athletic Association (NCAA) au début de la saison 2009-2010. Toutes les équipes sportives de Kennesaw participent à la conférence Atlantic Sun, à l'exception de l'équipe de football américain, membre associé de la conférence Big South. La mascotte de l'école est Scrappy the Owl. 
Le département des sports de Kennesaw State est fondé en 1983 et propose initialement neuf sports : le basketball féminin, le football masculin, le cross-country masculin et féminin et l'athlétisme masculin et féminin. Le programme commence la compétition dans la Georgia Intercollegiate Athletic Conference (GIAC), qui fait partie de la National Association of Intercollegiate Athletics (NAIA). En seulement 23 ans, l’école est devenue un programme complet de la Division I de la NCAA. 

## Sports pratiqués

### Baseball
Dans leur courte histoire, les Owls ont 32 joueurs qui sont sélectionnés par des équipes de la MLB. Cinq de leurs anciens ont rejoint les ligues majeures, dont Jason Jones (en) des Rangers du Texas, Chad Jenkins des Blue Jays de Toronto, Brett Campbell (en) des Nationals de Washington et Willie Harris, qui a remporté une bague des World Series avec les White Sox de Chicago en 2005, sélectionné par les Reds de Cincinnati.   En 2014, Max Pentecost (en) remporte le Buster Posey Award (en) en tant que meilleur receveur dans la division I de la NCAA.   
L'équipe de baseball de Kennesaw State commence à jouer en 1984 dans la National Association of Intercollegiate Athletics (NAIA). Jim Nash (en) est le premier entraîneur-chef de l'équipe et l'a menée à un bilan de 30-20.  

#### Division I (2006 – présent)
La saison 2014 est de loin la meilleure saison pour le baseball de KSU. Les Owls remportent leur premier championnat A-Sun en 2014 en battant les Bisons de Lipscomp (en) 7-1. Ils se rendent ensuite à leur premier tournoi régional de la NCAA et gagnent à Tallahassee. Ils passent au Super Regional, mais perdent contre les Cardinals de Louisville en deux matchs. 

### Basketball
À compter de la saison 1985-1986, les équipes de basketball de Kennesaw State commencent à jouer en tant qu'équipe de la NAIA et à participer à la conférence GIAC. Ils sont dirigés par l’entraîneur-chef Phil Zenoni lors de leur séjour dans la NAIA, où ils obtiennent un record de 166-156.

#### Division I epoque (2005-2006  présent)
Les équipes de basketball de Kennesaw State Owls jouent actuellement dans la division I de la NCAA pour la conférence Atlantic Sun. Elles jouent leur match à domicile au KSU Convocation Center (en). 
Le 26 avril 2015, Kennesaw conclut un accord avec Al Skinner (en), ancien entraîneur national de l'année et directeur du Boston College, en tant que sixième entraîneur-chef de l'histoire du programme. Skinner mène les Owls à un bilan de 11-20 lors de sa première saison, mais 7-7 en conférence, pour le premier bilan de .500 dans l'histoire de Kennesaw State en Division I.

### Volleyball
Au cours de la saison 2010, l’équipe de volleyball remporte neuf des dix matches de la Conférence Atlantic Sun, elle termine deuxième de l’A-Sun et quatre athlètes étudiants ont reçu le trophée All-Conference. L'entraîneuse-chef Karen Weatherington est nommée entraîneuse de l'année par A-Sun. Les Owls ont pris part aux championnats A-Sun et sont arrivés en demi-finales pour la première fois de l'histoire du programme.

### Football américain
Kennesaw State convoque un comité de football américain fin 2009, composé d'étudiants, d'enseignants, de membres du personnel, d'anciens élèves, de dirigeants d'entreprises et de dirigeants communautaires, ainsi que d'amis et de bienfaiteurs de la KSU. Le groupe, dirigé par l'ancien entraîneur de football et directeur des sports des Bulldogs de l'université de Géorgie, Vince Dooley (en), présente un rapport final contenant ses recommandations au président de la KSU, Daniel Papp, en septembre 2010. 
Les résultats du rapportsont publiés lors d'une conférence de presse du 15 septembre 2010, mettant en vedette Papp et Dooley, au KSU Convocation Center. Il est annoncé que l'école envisage de lancer un programme de football américain au niveau FCS en 2014, l'équipe jouant des matchs à domicile au stade de football KSU. 
À compter du 1er juillet 2015, le programme de football américain de la KSU est membre de la Big South Conference, l'Atlantic Sun ne le proposant pas. 
Après la saison 2022, KSU commencera sa transition vers la Football Bowl Subdivision et une intégration complète en 2024 au sein de la Conference USA 

## Championnats
En tant qu’école de division II, les Owls remportent cinq championnats nationaux dans quatre sports: le baseball (1996), le basketball masculin (2004), le football féminin (2003) et le softball (1995, 1996). En tant qu’école de la Division I de la NCAA, Kennesaw State est finaliste du championnat de l’Atlantic Sun en 2012. Les Chouettes ont perdu contre Belmont 10-4. 

## Installations
- KSU Convocation Center (en)
- Fifth Third Stadium
- Fred Stillwell Stadium (en)